# Grupo de Operaciones Especiales 352d

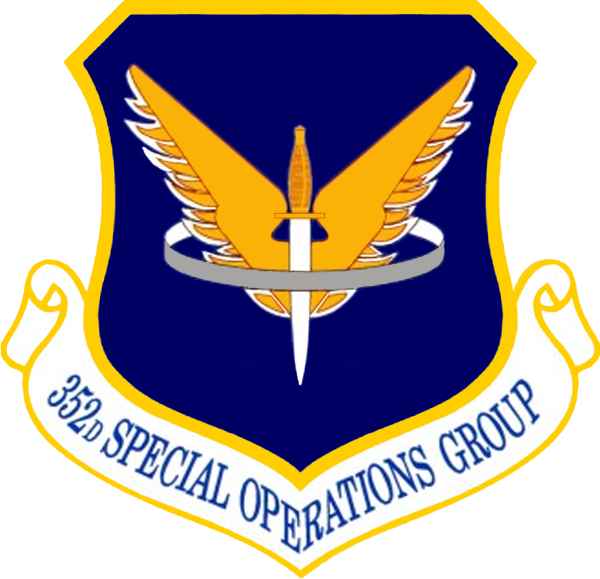

El Grupo de Operaciones Especiales 352d (352d SOG) forma parte del Comando de Operaciones Especiales que la Fuerza Aérea de los Estados Unidos tiene destinado en Europa. El 352d SOG tiene su base en RAF Mildenhall en Inglaterra.

## Misión
La misión del 352d SOG es servir como punto central para todas las operaciones especiales de las Fuerzas Aéreas de los Estados Unidos y sus aliados en actividades que tengan lugar en Europa, África y Oriente Medio, sean en tiempo de paz o en combate.
El 352d SOG se compone de:
- 7º Escuadrón de Operaciones Especiales
- 21º Escuadrón de Operaciones Especiales
- 67º Escuadrón de Operaciones Especiales
- 321º Escuadrón de Tácticas Especiales
- Escuadrón de Apoyo a Operaciones 352d
- Escuadrón de Mantenimiento 352d

- Datos: Q4635495
- Multimedia: 352d Special Operations Wing (United States Air Force) / Q4635495